# Vittorio De Sica
Vittorio De Sica [de ˈsiːka] (7. července 1901 Sora – 13. listopadu 1974 Neuilly-sur-Seine) byl italský herec a režisér. Je považován za jednoho z hlavních představitelů neorealismu a jednoho z největších režisérů a interpretů italské komedie. V Itálii patřil před druhou světovou válkou k nejznámějším divadelním a filmovým hercům. Světové slávy dosáhl jako režisér sociálně–kritických filmů ve spolupráci se scenáristou Cesare Zavattinim. Jeho filmy Děti ulice (Sciuscià, 1946), Zloději kol (Ladri di biciclette, 1948), Včera, dnes a zítra (Ieri, oggi, domani, 1963) a Zahrada Finzi Continiů (Il giardino dei Finzi Contini, 1970) získaly Oscara za nejlepší cizojazyčný film. Objevil se v přibližně 160 filmech a 125 divadelních inscenacích a režíroval více než 30 filmů.

## Život

### Divadelní a filmový herec
Narodil se v chudé rodině v italské Soře blízko Frosinone. Otec byl zaměstnán v bance a kromě toho přispíval do místního časopisu. Matka pocházela z Neapole, kam se rodina přestěhovala v roce 1904. Později se usadili v Římě, kde Vittorio studoval účetnictví a hrál divadlo s místními ochotnickými soubory. Díky přímluvě rodinného přítele získal malou roli v němém filmu Proces s Clémenceauem z roku 1917.  v roce 1923 stal se členem dramatické společností Taťány Pavlovové (žákyně Stanislavského), podnikl s ní turné po Jižní Americe. Začínal v kabaretech a varieté. Koncem dvacátých let navázal spolupráci s hercem Umbertem Melnatim a vytvořili úspěšnou komickou dvojici, která se stala známou po celé Itálii prostřednictvím rozhlasových nahrávek jejich skečů, dialogů a písní.
Vittorio de Sica se během dalších let věnoval střídavě filmové a divadelní práci. Jeho stálou divadelní partnerkou byla Giuditta Rissone, kterou znal již od roku 1927 a pojil je milostný vztah. Poté, co pracoval pro jiné divadelní skupiny, založil se svojí ženou Giudittou Rissone a Sergiem Tofanem svoji vlastní divadelní společnost v roce 1933. Pokračovala jeho spolupráce s Umbertem Melnatim a tato trojice společně účinkovala v nejslavnější komedii třicátých let s názvem Dva tucty šarlatových růží. Napsal ji pro ně filmový scenárista Aldo de Benedetti a byla i zfilmována. Po rozchodu s Melnatim v roce 1940 de Sica založil novou společnost, do jejíhož vedení byl ustanoven Sergio Tofano. Do roku 1942 společnost uvedla velkou řadu významných dramat a spolupracovali se slavnými režiséry, například Luchinem Viscontim. De Sica se stále častěji prosazoval i jako režisér. Naposledy vystoupil na jevišti v sezóně 1948–1949. Odhaduje se, že v letech 1923 až 1949 se zúčastnil více než 120 představení, včetně komedií, revuálních představení a dramat.

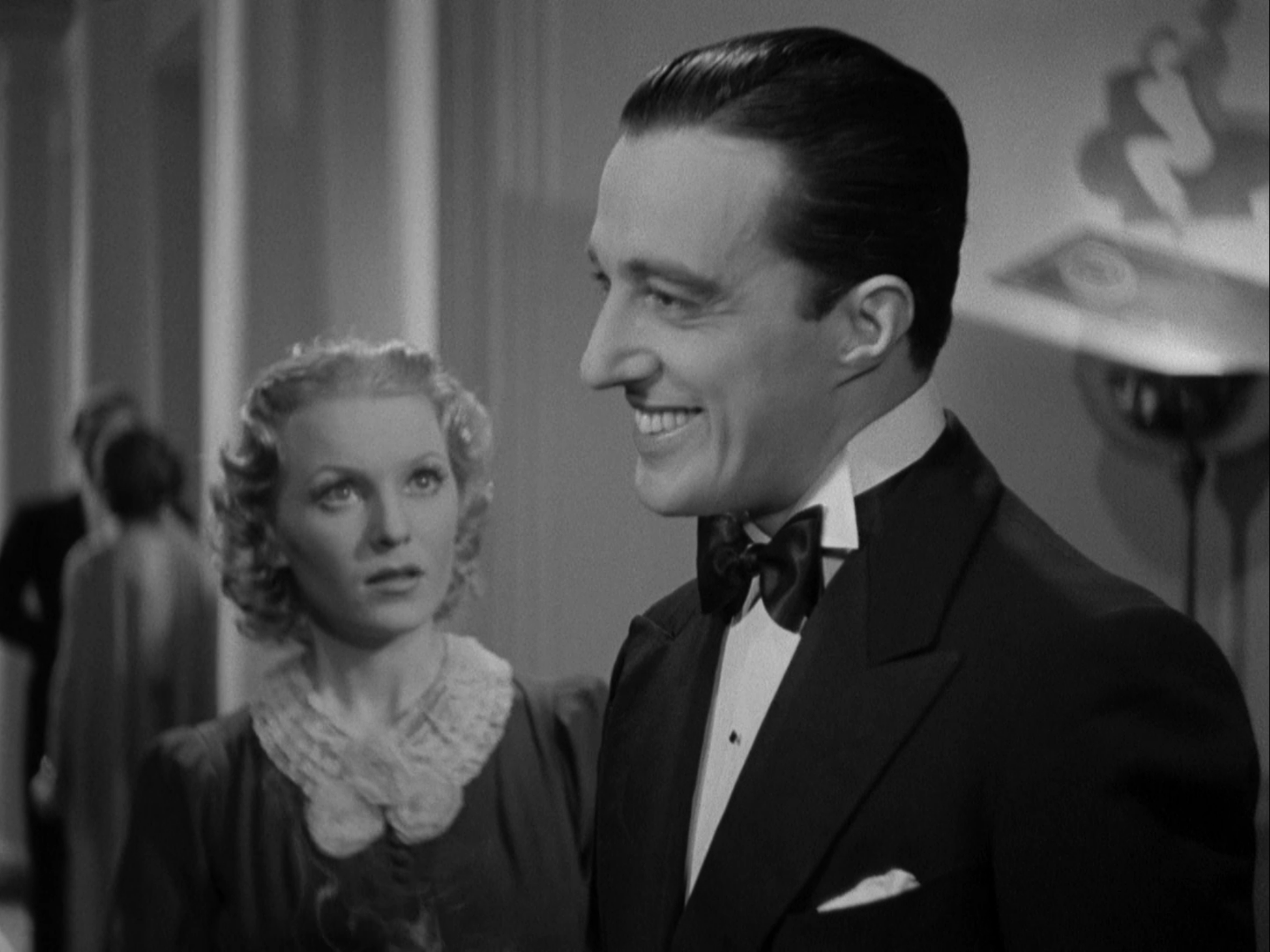
Vittorio de Sica s Assiou Norisovou ve filmu Pan Max (1937)

Na filmovém plátně se de Sica poprvé objevil ve dvou němých filmech režiséra Maria Almiranteho v letech 1927–1928. Od roku 1932 vystupoval v mnoha filmových komediích. Stal se jednou z nejžádanějších italských hvězd a byl zárukou diváckého úspěchu filmu. Velkou popularitu mu přinesla píseň Parlami d'amore Mariù, kterou zpíval v jednom z filmů (Muži jsou darebáci) v roce 1932. Jako herec se objevil ve více než sto filmech, střídal komediální polohu s melodramatickou. Až do konce války převažovaly role milovníků, později si osvojil charakter šarmantního bonvivána a muže, který si ví rady ve všech situacích. Přijímal i menší úlohy. V roce 1948 získal Stříbrnou stuhu za roli ve filmu Cuore a v následujících letech získal řadu ocenění na různých festivalech. V padesátých letech hrál ve třech filmech po boku Giny Lollobridgidy, jeho postava strážmistra Carotenuta byla populární nejen v Itálii. V roce 1958 byl nominován na Oscara za nejlepší mužský herecký výkon ve vedlejší roli ve filmu Sbohem, armádo podle románu Ernesta Hemingwaye. Zajímavou hereckou příležitost dostal ve válečném dramatu režiséra Roberta Rosselliniho Generál della Rovere (1959), kterým vyvrcholila jeho herecká dráha. Vittorio de Sica se objevoval i v zábavných televizních pořadech. Od mládí velmi rád zpíval, především neapolské písně. V roce 1968 se jako autor zúčastnil písňového festivalu v Neapoli. Své poslední album s písněmi v aranžích svého syna Manuela nahrál v roce 1971: De Sica anni Trenta. Ve filmech, které režíroval, účinkoval jen zřídka.

### Filmový režisér

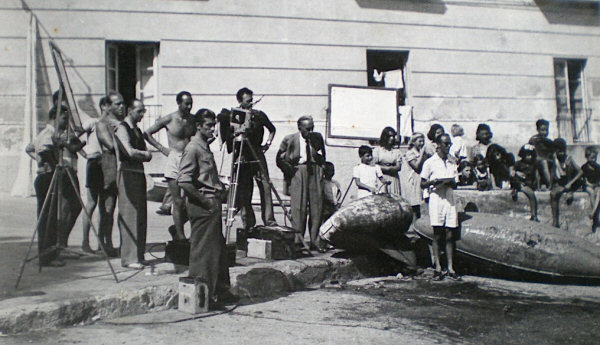
záběr z natáčení filmu Děti se na nás dívají (I bambini ci guardano, 1943)

Jako režisér debutoval v roce 1940 filmem Rudé růže (Rose scarlatte), který byl adaptací úspěšné divadelní komedie. Po několika dalších filmech lehčího žánru se od roku 1943 jeho zájem obrátil k tématům zaměřeným především na obyčejného člověka a jeho boj o důstojný život. Zásadní vliv na jeho příklon k neorealismu mělo setkání se scenáristou Cesarem Zavattinim, který se stal jeho trvalým spolupracovníkem. Do roku 1952 natočil čtyři filmy, které se řadí mezi mistrovská díla italské neorealistické kinematografie: Děti ulice (Sciuscià, 1946), Zloději kol (Ladri di biciclette, 1948), Zázrak v Miláně (Miracolo in Milano,1951) a Umberto D (1952). První dva získaly Oscara za nejlepší cizojazyčný film a Stříbrnou stuhu za nejlepší režii. Tyto filmy se silným společensko–kritickým tónem byly vysoce oceňovány odbornou kritikou, ale v kinech zcela propadly. S neorealismem se rozloučil filmem Střecha (Il tetto) z roku 1956. De Sica poté prožíval období tvůrčího útlumu a stále více přistupoval na kompromisy. Natočil několik filmů na objednávku Hollywoodu a věnoval se herecké práci. K režii se vrátil po několikaleté přestávce. I mezi jeho pozdější produkcí jsou filmy oceňované kritikou i diváky. Jedním z nejlépe přijatých filmů byla Horalka (La ciociara, 1960), natočená podle románu italského spisovatele Alberta Moravii se Sophií Lorenovou v hlavní roli. Film získal řadu ocenění: Stříbrnou stuhu, Donatellova Davida, Zlatou palmu na filmovém festivalu v Cannes a Oscara za nejlepší herečku. S Lorenovou spolupracoval i na dalších filmech, v nichž vytvořila dvojici s Marcellem Mastroiannim: Včera, dnes a zítra (Ieri, oggi, domani, 1963), Manželství po italsku (Matrimonio all'italiana, 1964), Slunečnice (I girasoli, 1970).  V roce 1972 získal čtvrtého Oscara za filmovou adaptaci románu Giorgia Bassaniho Zahrada Finzi Continiů (Il giardino dei Finzi Contini), dramatický příběh pronásledování židovské rodiny ve Ferraře během fašismu. Toto dílo také získalo Zlatého medvěda na Berlínském filmovém festivalu v roce 1971. Posledním filmem, který režíroval, byla adaptace románu Luigiho Pirandella Cesta (Il viaggio, 1974).

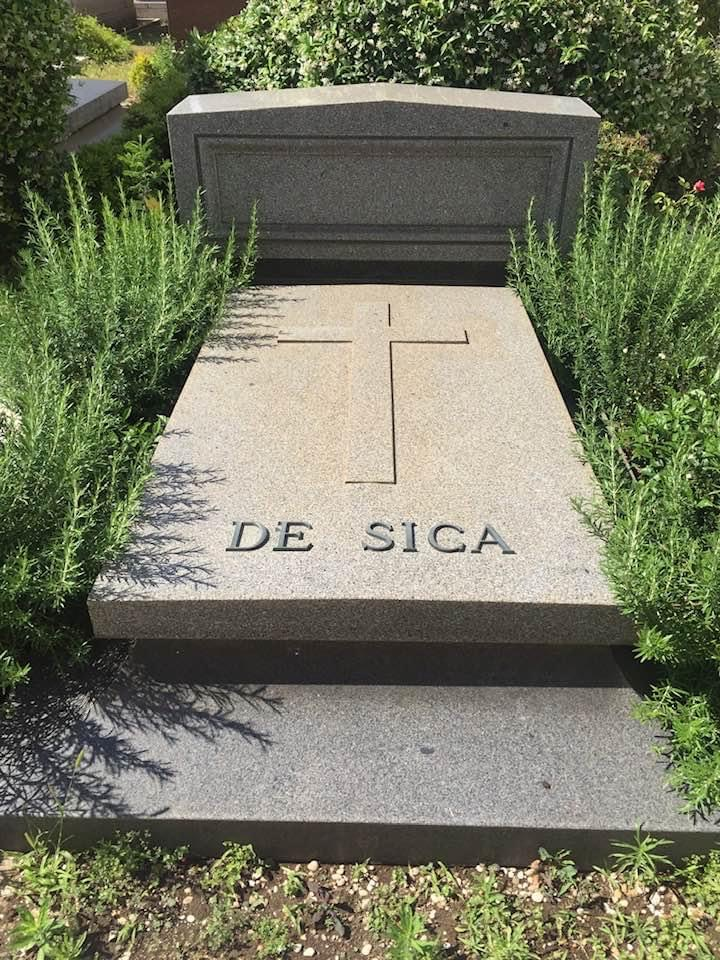
hrob Vittoria de Sicy

### Soukromý život
Jeho první manželkou byla o několik let starší herečka Giuditta Rissone, se kterou se seznámil již v roce 1927 a hráli spolu v divadle. Vzali se v roce 1937, měli spolu dceru Emilii (1938–2021). V roce 1942 se setkal s mladou katalánskou herečkou Maríou Mercaderovou a začali spolu žít. Po rozvodu se s ní oženil v roce 1959 v Mexiku. Manželství bylo v Itálii, kde byly v té době rozvody zakázány, považováno za nelegální a teprve poté, co v roce 1968 získali francouzské občanství, se v Paříži znovu vzali. Měli dva syny: hudebníka Manuela (1949–2014) a herce a režiséra Christiana (1951). De Sica udržoval úzké vztahy s oběma svými rodinami.
Byl vášnivým hráčem rulety. Rád trávil dovolenou na ostrově Ischia, považoval se za Neapolitánce, protože v Neapoli prožil své dětství. Byl fanouškem fotbalového klubu SSC Neapol a obdivovatelem fotbalisty Giuseppe Meazzy.
Vittorio De Sica zemřel 13. listopadu 1974 ve věku 73 let po operaci rakoviny plic v nemocnici v americké nemocnici v Neuilly-sur-Seine poblíž Paříže. Po třech dnech se konal pohřeb v bazilice San Lorenzo al Verano v Římě. Hrob má na hřbitově Campo Verano.

## Filmografie (výběr)

### Výrazně neorealistické filmy
- Děti ulice – 1946
- Zloději kol – 1948
- Zázrak v Miláně – 1951
- Umberto D. – 1952

### Další filmová tvorba
- Horalka – 1960
- Boccaccio '70 – 1962
- Včera, dnes a zítra – 1962
- Manželství po italsku – 1964
- Hon na lišku – 1966
- Slunečnice – 1970
- Zahrada Finzi Continiů – 1970

### Filmové role
Jako herec vystupoval ve filmech:
- Manon Lescaut
- Chléb, láska a fantazie
- Chléb, láska a žárlivost
- Otcové a synové
- Lékař a šarlatán
- Generál Della Rovere
- Hon na lišku 1966